# F'murr
F'murr, även känd som F'murrr, verkligt namn Richard Peyzaret, född 31 mars 1946 i Paris, död 10 april 2018, var en fransk serieskapare. Hans verk kännetecknas av en poetisk nonsenshumor.

## Biografi
F'murr började arbeta för serietidningen Pilote 1971 med humorserien Contes à rebours. Två år senare lanserade han i samma tidning det som kom att bli hans mest kända verk, Fårfängans marknad (franska: Le génie des alpages), en serie i alpmiljö med absurd humor. Serien består vanligtvis av en sida och handlar om ett excentriskt persongalleri av herdar och djur. Totalt utgavs 14 album, det första 1977. Serien fick också en avknoppning med en egen serie om herdinnan Naphtalène som börjat som en bifigur.
Till andra serier han tecknade hör Jehanne d'Arc som gick i Métal Hurlant och À Suivre och Pauvre chevalier som gick i À Suivre.
Han tilldelades priset för bästa album vid seriefestivalen i Angoulême 1978 för Barre-toi de mon herbe (Le génie des alpages #3) och priset Alph-Art humour vid samma festival 1991 för Pauvre chevalier.
De två första albumen av Fårfängans marknad kom 1983–1984 ut i svensk översättning. Några år senare gav norska Cappelen ut Statens stridsvogn tryner på krigsstien (franska: Le Char de l'État dérape sur le sentier de la guerre); där har de franska alpängarna bytts ut mot afghanska berg och den förvirrade kampen mellan herde och fårskock mot en liknande mellan sovjetiska soldater och Mujaheddin. Av serieberättelserna på alpängarna kom dock totalt ut åtta album på norska, under titeln Ullkorn.